# Chó săn Anh Pháp lớn đen trắng
Chó săn Anh Pháp lớn đen trắng (tiếng Anh: Great Anglo-French White and Black Hound, tiếng Pháp: Grand Anglo-Français Blanc et Noir) là một giống chó săn được nuôi để săn băn như một scenthound. Nó thuộc loại Chó săn Anglo-French được lai tạo từ những con chó săn Pháp với Chó săn cáo Anh Quốc (Anglo).

## Ngoại hình
Chó săn Anh Pháp lớn đen trắng có kích thước to, là con chó săn mạnh mẽ về ngoại hình, với đôi chân dài, đôi tai gập và đuôi dài. Bộ lông đôi ngắn của nó có ba màu là đen, trắng và nâu. Giống chó này cao khoảng 62–72 cm ở các vai.
Màu lông là màu trắng với hoa văn màu đên hoặc các mảng màu đen,bao gồm cả màu đen hoặc màu xanh đánh dấu trên cơ thể và rám nắng trên chân thấp hơn. Thường xuyên đánh dấu tan được tìm thấy trên cơ sở của đùi trên, được gọi là 'roe buck mark'. Lỗi được liệt kê là độ lệch về ngoại hình hoặc cấu trúc có ảnh hưởng đến sức khỏe và khả năng làm việc của con chó, cũng như sự xuất hiện, và chỉ ra rằng con chó có lỗi như vậy không nên sinh sản. Một số lỗi được liệt kê là hung hăng hoặc nhút nhát, thiếu sắc tố, màu sắc, lóa mắt quá mức và chân tay yếu đuối.

## Lịch sử
Chó săn Anh Pháp lớn đen trắng có nguồn gốc từ việc lai tạo các chó săn Saintongeois và chó săn cáo Anh Quốc, được gọi là Bâtard Anglo-Saintongeois. Sau đó chính thức đổi tên thành "Anglo-Français" vào năm 1957. Nó được nuôi để săn những con mồi lớn như hoẵng châu Âu, heo rừng, hoặc nhỏ hơn như cáo. Măc dù là những con chó lớn, nhưng từ "Grand" không nhất thiết đề cập đến kich thước của con chó. "Trong hầu hết trường hợp, chỉ đơn giản là săn bắn những con mồi lớn".
Chó săn Anh Pháp lớn đen trắng được công nhận ở nước xuất xứ của nó bởi Société Centrale Canine (French Kennel Club) và quốc tế bởi Liên minh nghiên cứu chó quốc tế (FCI). Ở Pháp, nó được nuôi như một con chó săn, có hơn 2000 con chó được đăng kí. Giống này được xuất khẩu sang Bắc Mĩ, nơi nó được công nhận bởi Câu lạc bộ đăng ký chó thuần chủng Liên bang (UKC). Nó cũng được đăng ký bởi câu lạc bộ kennel nhỏ và các doanh nghiệp đăng ký chó trên Internet, và được coi một giống hiếm cho những người tìm kiếm một con vật cưng độc đáo.

## Sức khỏe và tập tính
Không có vấn đề sức khỏe bất thường hoặc không có ghi nhận sức khỏe cho giống chó này. Tính khí của mỗi con chó có thể khác nhau, nhưng nói chung những con chó được lai tạo là chó săn, có thể không làm vật nuôi tốt.

## Website chính thức
- Search DMOZ links for clubs and information about the Grand Anglo-Francais Tricolore